# Maillet (Allier)
Maillet korábbi község (település) Franciaországban, Allier megyében. 2019. január 1-jén Givarlais és Louroux-Hodement községgel egyesült és delegált községként Haut-Bocage új község része lett.
Lakosainak száma 314 fő (2018. január 1.). Maillet Givarlais, Hérisson, Louroux-Hodement, Nassigny, Reugny és Vallon-en-Sully községekkel határos.

## Népesség
A település népességének változása:
| Lakosok száma | 415  | 407  | 319  | 309  | 373  | 368  | 344  | 326  | 319  | 314  |
|               | 1962 | 1968 | 1982 | 1990 | 2006 | 2008 | 2013 | 2015 | 2017 | 2018 |